# Taddea
Taddea ist ein weiblicher Vorname.

## Herkunft und Bedeutung
Taddea ist eine italienische weibliche Form des Vornamens Thaddäus.

## Namensträgerinnen
- Taddea Visconti (um 1352–1381), Tochter des Mailänder Stadtherrn Bernabò Visconti und Herzogin von Bayern